# Andai Béla
Andai Béla, születési és 1934-ig használt nevén Androvics Béla (Budapest, 1899. június 9. – Budapest, 1969. április 13.) magyar színész.

## Életpályája
Budapesten született Androvics József (1859–1929) és Bolya Anna fiaként. Rákosi Szidi színiiskolájában végzett 1921-ben. Pályáját az Intim, a Faun és az Apolló Kabarékban kezdte. 1923-ban Budapesten házasságot kötött Schlesinger Gyula és Lőwy Hermin lányával, Friderikával. 1924-től a Sziget Színpadon lépett fel. 1926 és 1930 között az Andrássy, 1930-ban az Omnia Kabaréban, 1931-ben a Steinhardt Színpadon, 1932-ben a Modern Kabaréban, 1933-ban a Pesti, 1934-ben a Király Színházban lépett fel. Rendszeresen szerepelt különböző fővárosi kabaréesteken és a Moulin Rouge-ban is. 1936–1942 között a Pódium Írók Kabaréja szerződtette, de 1936 őszén a Kamaraszínházban is játszott. 1943–44-ben a Komédia Orfeum, 1945-től ismét a Pódium Kabaré, 1949-től a Pécsi Nemzeti Színház, 1950-tól a Kamara Varieté, 1954-től az 1960-as nyugdíjazásáig a Vidám Színpad művésze volt.

## Színházi szerepeiből
- Ki vagytok értékelve (kabaré)… szereplő
- Pestről jelentik (kabaré)… szereplő
- Lope de Vega: A kertész kutyája… Federico
- Harriet Beecher Stowe: Tamás bátya kunyhója… Wilson kötélgyáros
- Szergej Vlagyimirovics Mihalkov: Vidám álom… Universus
- Alekszandr Boriszovics Raszkin – Morisz Romanovics Szlobodszkij: Filmcsillag… Kozlov
- Louis Verneuil – Georges Berr: A szombatesti hölgy… szereplő
- Johann Strauss: Bécsi diákok… Tanácsos
- Fodor László: Katalin… Gémes, tanár
- Zilahy Lajos: Pelikán… Dohánygyári igazgató
- Szép Ernő: Verebek… Öreg úr
- Móricz Zsigmond: Úri muri… Ügyvéd
- Molnár Ferenc: Doktor úr… Földrajztanár

## Filmek, tv
- Menekülő ember (1943) – férfi a jelmezbálon
- Becsület és dicsőség (1951) – a galyatetői üdülőben a portás/recepciós
- Állami áruház (1952) – a bundás nő (Fónay Márta) férje
- Költözik a hivatal (1953) – Józsi bácsi
- Fűre lépni szabad (1960) – a terényi társulat színigazgatója (a presszós jelenetekben)
- A pénzcsináló (1964) – városházi kolléga
- Karambol (1964) – munkás